# Amityville: Az ébredés
Az Amityville: Az ébredés (eredeti cím: Amityville: The Awakening) 2017-ben bemutatásra került amerikai természetfeletti horrorfilm, melynek rendezője és forgatókönyvírója Franck Khalfoun. Ez a tizenkilencedik film, ami az Amityville Horror alapján készült. A főszerepben Bella Thorne, Cameron Monaghan, Jennifer Jason Leigh, Thomas Mann, Jennifer Morrison és Kurtwood Smith láthatóak. 
Az Amerikai Egyesült Államokban 2017. július 27-én mutatták be, Magyarországon egy hónappal később szinkronizálva, augusztus 24-én az InterCom Zrt. forgalmazásában.

## Háttértörténet
|  | Alább a cselekmény részletei következnek! |

1974. november 13-án, a 23 esztendős Ronald DeFeo egy puskával megölte hat rokonát. A tárgyaláson azt vallotta, hogy hangokat hallott és azok kényszerítették, hogy ölje meg az egész családot, de később megállapították, hogy az elmezavar állapota egyáltalán nem áll fenn az ügyben és így elítélték Ronaldot. 2002-ben Ronald visszavonta a vallomását, és bevallotta, hogy a szülei abuzívak voltak vele szemben, és ittasan követte el a gyilkosságokat. Azonban 1975-ben, egy évvel a DeFeo féle mészárlás után, az ötfős Lutz család költözött be, majd 28 nappal később elmenekültek a háztól, mivel elmondásuk alapján, paranormális lények terrorizálták őket. George Lutz ugyanis folyamatosan fázott a lakásban, depressziós lett és egy idő után kifejezetten agresszíven kezdett el viselkedni. A gyerekek gyakran rohantak át a szüleikhez, mert úgy vélték, szellemeket láttak. Később, azonban George kést ragadt és rátámadt a családjára, ám amikor kikerültek a ház falai közül, megszűntek a tünetek. Ed és Lorraine Warren parajelenségekkel foglalkozó csapata itt is elvégezte a kutatásokat és infrakamerákkal képeket készítettek, de nem találtak semmi furcsaságot, egy kisfiút ábrázoló képet kivéve, amit mindmáig úgy emlegetnek, mint az egyetlen képet, ami megörökítette az Amityville-i szellemet és akit a legfiatalabb Defeo gyerekként azonosítottak. Bár vitatkozni kezdtek, hiszem Paul Bartz, a kutatócsoport egyik tagjai is lehetett, ám az tény, hogy rengeteg légy volt a lakásban, a szagok is erősek voltak egyes helyeken és indokolatlanul hideg volt egyes szobákban, függetlenül a normális időjárástól.

### Történet
Belle (Bella Thorne), a kishúga, Juliet (Mckenna Grace) és a kómában lévő bátyja, James (Cameron Monaghan) beköltöznek az egyedülálló anyjukkal, Joannal (Jennifer Jason Leigh) új otthonukba, azaz az Amityville-i Horrornak otthont adó házba, hogy pénzt spóroljanak meg és tudhassák fizetni James egészségügyi ellátását, mivel New Yorkban van amerika egyik legjobb neurológiai intézete, Belle ikertestvérének pedig szüksége van kezelésekre egy baleset miatt, amitől katatón állapotban van, immáron két éve. Beköltözésük után, James rohamosan kezd felépülni, és Bellenek is kezdenek furcsa látomásai lenni. A lány azt gyanítja, hogy az édesanyjuk nem mondott el mindent, ám nem telik el sok idő, mire rájönnek, hogy a hírhedt Amityville-házba költöztek, s az otthon felébredt és ismét vérre szomjazik.
|  | Itt a vége a cselekmény részletezésének! |

## Szereposztás
| Szerep     | Színész              | Magyar hang    |
| ---------- | -------------------- | -------------- |
| Belle      | Bella Thorne         | Csuha Borbála  |
| Joan       | Jennifer Jason Leigh | Pápai Erika    |
| James      | Cameron Monaghan     | Fehér Tibor    |
| Juliet     | Mckenna Grace        | Csikos Léda    |
| Terrence   | Thomas Mann          | Baráth István  |
| Candice    | Jennifer Morrison    | Major Melinda  |
| Dr. Milton | Kurtwood Smith       | Barbinek Péter |
| Marissa    | Taylor Spreitler     | Lamboni Anna   |
| Tanár      | Brian Breiter        | Láng Balázs    |